# RSG Nürnberg
|  | Artikel eintragen | Dieser Artikel wurde aufgrund von inhaltlichen Mängeln in der Qualitätssicherung des Portals Radsport eingetragen. Dies geschieht, um die Qualität der Artikel aus dem Themengebiet Radsport auf ein akzeptables Niveau zu bringen. Bitte hilf mit, die inhaltlichen Mängel dieses Artikels zu beseitigen, und beteilige dich bitte an der Diskussion! |  |

Die Rennsportgemeinschaft Nürnberg e. V. (RSG Nürnberg) ist ein traditionsreicher deutscher Radsportverein. Zwischen 1996 und 2002 unterhielt der Verein mit der RSG Nürnberg Profiradteam GmbH eine Profimannschaft, die GSII-Status besaß und als Team Nürnberger (bis 2001) bzw. Team Nürnberger Versicherung (2002) an Radrennen teilnahm.

## Geschichte
Die RSG Nürnberg wurde am 19. Dezember 1972 als leistungssportorientierte Renngemeinschaft des RC 1950 Erlangen und des Verein Sportplatz Nürnberg 1903 gegründet. Später folgten Umbenennungen in RSG Paintco Franken (1973), RSG Franken Katzwang (1975) und RSG Hercules Nürnberg (1980), ehe das Team ab 1990 wieder als RSG Nürnberg auflief. Ende 2010 hat sich der Verein aufgelöst.
Rund 800 Siege und 32 Deutsche Meistertitel haben die Fahrer der RSG Nürnberg errungen. Zu den bekanntesten RSG-Sportlern gehörten Friedrich von Loeffelholz, Dieter Burkhardt, Dieter Flögel, Thomas Freienstein, Werner Stauff, Hans Neumayer, Jens Zemke, Stephan Gottschling, Steffen Rein, Gerd Audehm, Bert Dietz, Robert Förster, Alexander Kastenhuber, Andreas Klier, Jens Lehmann, Thomas Liese, Harald Morscher, Christian Pfannberger, Werner Riebenbauer. Im Umfeld der RSG waren Udo Sprenger, Uwe Raab und Wolfgang Lötzsch tätig.

## Erfolge
- Deutscher Meister im 100-Kilometer-Mannschaftsfahren 1979, 1985, 1988

Deutsche Straßenmeister der Amateure
- 1978: Friedrich von Loeffelholz
- 1980: Hans Neumayer
- 1982: Dieter Burkhardt
- 1983: Dieter Flögel
- 1984: Thomas Freienstein
- 1986: Werner Stauff
- 1991: Steffen Rein
- 1992: Stephan Gottschling
- 1993: Bert Dietz

Deutsche Zeitfahrmeister
- 1987: Remig Stumpf
- 1988: Remig Stumpf
- 2001: Thomas Liese

Deutsche Bergmeister
- 1994: Stephan Gottschling
- 1995: Alexander Kastenhuber

## Weltrangliste
Abschneiden der Profimannschaft Team Nürnberger der RSG Nürnberg in der Mannschaftswertung der Weltrangliste:
- 1996: 50. Platz
- 1997: 43. Platz
- 1998: 50. Platz
- 1999: 48. Platz
- 2000: 43. Platz
- 2001: 37. Platz
- 2002: 35. Platz